# الانتخابات العامة في المملكة المتحدة 2001
أجريت الانتخابات العامة في المملكة المتحدة لعام 2001 يوم الخميس 7 يونيو 2001، بعد أربع سنوات من الانتخابات السابقة التي عُقدت في 1 مايو 1997، وذلك لاختيار 659 عضوًا في مجلس العموم البريطاني.
وقد أُعيد انتخاب حزب العمّال الحاكم، بقيادة رئيس الوزراء توني بلير، لولاية ثانية في الحكم، بعد أن حقق مرة أخرى فوزًا كاسحًا، حائزًا على أغلبية بلغت 166 مقعدًا. وبلغ عدد نواب حزب العمّال العائدين إلى البرلمان 412 عضوًا، مقارنة بـ418 في الانتخابات السابقة، أي بخسارة صافية قدرها ستة مقاعد. ومع ذلك، سُجل انخفاض ملحوظ في نسبة المشاركة في التصويت، حيث بلغت 59.4% فقط، مقارنة بـ71.6% في الانتخابات السابقة.